# هاري ميرلو
هاري ميرلو (بالإنجليزية: Harry Merlo)‏ هو شخصية أعمال أمريكي، ولد في 5 مارس 1925، وتوفي في 24 أكتوبر 2016.